# Station Buinen
Station Buinen is een voormalig spoorwegstation in Buinen (niet ver gelegen van een halteplaats in het gehucht Bronneger, genaamd Station Drouwen). Het lag aan de spoorlijn Zwolle – Stadskanaal.
Het station van het type derde klasse van de Noordoosterlocaalspoorweg-Maatschappij had aan de straatzijde en aan de perronzijde één doorlopende puntgevel, en een rechte vleugel. Het eindgebouw springt niet naar voren aan de straatzijde, noch aan de perronzijde. De architect van het stationsgebouw was Eduard Cuypers.
Na sluiting van de lijn tussen Emmen en Stadskanaal voor personenverkeer in 1945, blijven er vanuit Gasselternijveen nog goederentreinen rijden naar Buinen. Het spoor van Buinen naar Weerdinge wordt daarna opgebroken. Wanneer de Nederlandse Spoorwegen niet meer wensen te investeren in het onderhoud van de spoorlijn wordt de lijn op 1 januari 1964 gesloten.
0: Zwolle ·
5: Herfte-Veldhoek ·
8: Marshoek-Emmen ·
12: Dalfsen ·
15: Rechteren ·
19: Vilsteren ·
23: Ommen ·
25: Sterkamp ·
29: Junne ·
31: Beerze ·
34: Mariënberg ·
37: Bergentheim ·
Brucht ·
42: Hardenberg ·
45: Baalder-Radewijk ·
48: Gramsbergen ·
50: De Haandrik ·
55: Coevorden ·
59: Dalen ·
62: Dalerveen ·
66: Nieuw Amsterdam ·
70: Emmen Zuid ·
71: Emmen Bargeres ·
72: Zuidbarge ·
75: Emmen ·
79: Weerdinge ·
82: Valthe ·
87: Exloo ·
93: Buinen ·
95: Drouwen ·
100: Gasselternijveen ·
103: Tweede Dwarsdiep ·
107: Stadskanaal
Assen ·
Beilen ·
Coevorden ·
Dalen ·
Emmen ·
-Zuid ·
Hoogeveen ·
Meppel ·
Nieuw Amsterdam

Zie ook: lijst van voormalige spoorwegstations in Drenthe
1. ↑  Norbruis, Obbe (2025): Eduard Cuypers Leven & Werk. Hoe hij verdween uit onze architectuurgeschiedenis, oeuvrecatalogus, Edam, LM Publishers, ISBN 9789460229527 blz. 128-129.